# Farnesylpyrofosfát
Farnesylpyrofosfát (FPP), také nazývaný farnesyldifosfát (FDP), je organická sloučenina a meziprodukt mevalonátové i nemevalonátové dráhy využívané organismy při biosyntéze terpenů, terpenoidů a sterolů. Uplatňuje se při syntéze koenzymu Q10 (jenž je součástí elektronového transportního řetězce) skvalenu, dehydrodolicholdifosfátu (prekurzoru dolicholu) a geranylgeranylpyrofosfátu (GGPP).

## Biosyntéza
Enzym farnesylpyrofosfátsyntáza katalyzuje posloupnost kondenzačních reakcí dimethylallylpyrofosfátu s dvěma jednotkami 3-isopentenylpyrofosfátu za vzniku farnesylpyrofosfátu:
- Dimethylallylpyrofosfát reaguje s 3-isopentenylpyrofosfátem za vzniku geranylpyrofosfátu:

- Geranylpyrofosfát následně reakcí s další molekulou 3-isopentenylpyrofosfátu tvoří farnesylpyrofosfát:

## Farmakologie
Výše uvedené reakce jsou inhibovány bisfosfonáty (používanými například na léčbu osteoporózy).